# Радость (Забайкальский край)
Радость — упразднённый в 2021 году посёлок в Оловяннинском районе Забайкальского края. Входил в состав Мирнинского сельского поселения. В 2021 году включен в состав посёлка при станции Мирная. Ныне улица Радость посёлка при станции Мирная.

## История
Посёлок был образован в 2014 году путём выделения из состава посёлка при станции Мирная.
Законом Забайкальского края от 06.04.2021 № 1925-ЗЗК «О преобразовании некоторых населенных пунктов Забайкальского края» вошёл в состав посёлка при станции Мирная:

Преобразовать следующие населенные пункты:
2) на территории сельского поселения «Мирнинское», входящего в состав муниципального района «Оловяннинский район» Забайкальского края, поселок при станции Мирная путем присоединения к нему поселка сельского типа с предполагаемым наименованием Радость, не влекущего изменения границ сельского поселения «Мирнинское».

## Инфраструктура
Путевое хозяйство.

## Транспорт
Автомобильный (федеральная трасса А-350) и железнодорожный транспорт (железнодорожная станция Мирная).